# مايك يونغ (لاعب كرة قدم أمريكية، مواليد 1962)
مايك يونغ (بالإنجليزية: Mike Young) هو لاعب كرة قدم أمريكية أمريكي، ولد في 21 فبراير 1962 في هانفورد في الولايات المتحدة.

## وصلات خارجية
- مايك يونغ على موقع مرجع كرة القدم المحترفة.كوم (الإنجليزية)
- مايك يونغ على موقع IMDb (الإنجليزية)
- مايك يونغ على موقع ميوزك برينز (الإنجليزية)
- مايك يونغ على موقع ديسكوغز (الإنجليزية)
- مايك يونغ على موقع كينوبويسك (الروسية)